# Intoxicación por talio
La intoxicación por talio o taliotoxicosis es altamente peligrosa. El talio (Tl) es incoloro, inodoro e insípido, se absorbe rápidamente en el tubo digestivo y se distribuye pasando por la circulación entero-hepática.El contacto con piel es tóxico, es necesario ventilar los lugares en donde se funde este metal.Muchos componentes del talio son altamente solubles en agua, por lo que son fácilmente absorbidos por la piel. La exposición al talio y sus componentes no deben superar 0,1 mg por m² de piel en un tiempo de 8 horas (trabajo de 40 horas a la semana). Se sospecha que el talio puede ser carcinogénico.
Parte de la razón de la alta toxicidad del talio es que, cuándo está presente en una solución acuosa como el talio univalente(I) ion (Tl+), muestra algunas semejanzas con las cationes esenciales de los metales alcalinos, particularmente potasio (debido a radios iónicos similares) por lo que puede entrar al cuerpo absorbido como el potasio. Otros aspectos de la química del talio que difiere fuertemente de otros metales alcalinos es su afinidad química con el azufre. De esta manera, esta sustitución rompe muchos procesos celulares al interferir con la función de las proteínas que incorporan la cisteína, un aminoácido que contiene azufre. La toxicidad del talio ha llevado a su uso como veneno de ratas y hormigas (aunque ha sido descontinuado en muchos países).
Entre los efectos distintivos de la intoxicación por talio está la pérdida de cabello (anteriormente se utilizaba como producto depilatorio, antes de saber sobre su toxicidad) y la neuropatía periférica (las víctimas pueden experimentar la sensación de caminar sobre carbón caliente), aunque la pérdida del cabello ocurre con dosis pequeñas; en dosis altas, el talio mata antes de ver este efecto. En el pasado, el talio fue un elemento mortal antes de entender su toxicidad y descubrir un antídoto (azul de Prusia). De hecho, el talio ha sido llamado "El envenenador del envenenador" ya que es incoloro, inodoro e insípido, actúa lentamente, el dolor experimentado y la variedad de síntomas pueden llevar a pensar que se trata de otra enfermedad.

## Causa

### Bioconcentración
Según los Agencia de Protección Ambiental (EPA) de Estados Unidos, hay reportes de que se liberó talio en Texas y Ohio. Esto puede llevar a la bioconcentración en ecosistemas acuáticos.

### Componentes del talio
El sulfato de talio, inodoro e insaboro, ha sido usado como veneno de ratas y hormigas. Desde 1975, su uso ha sido prohibido en Estados Unidos y en muchos otros países por razones de seguridad.

## Cuadro clínico de la intoxicación por sulfato de talio
El cuadro clínico es de presentación insidiosa y de latencia variable (8 o más días). La sintomatología inicia de 48 a 36 horas después de ingerido el tóxico con un cuadro gastrointestinal leve, caracterizado por náuseas, vómito y estreñimiento (Fase gastrointestinal). Luego llega un periodo de escasa sintomatología con malestar general, dolor óseo y decaimiento (Fase “gripal”).
Después aparece la sintomatología neurológica con polineuropatía ascendente, parestesias en segmentos distales de las extremidades, dolor retro-esternal, dolor abdominal tipo cólico que se calma a la palpación profunda (por neuritis del plexo solar), hiperreflexia generalizada, glositis, taquicardia, híper o hipotensión (por irritación simpática), alopecia generalizada (respetando tercio interno de cejas, vello púbico y axilar), hiperhidrosis, que posteriormente se traduce en anhidrosis, líneas o surcos de Mess ungueales, alteraciones electrocardiográficas (onda T negativa por hipokalemia), encefalitis tálica (parálisis pseudobulbar), cuadros de tipo esquizoparanoide o esquizofreniformes (Fase Neurodermatológica).
Complicaciones frecuentes: Polineuroradiculopatía y/o parálisis de músculos intercostales de mal pronóstico para la supervivencia del paciente. Puede llevar a la muerte.

## Diagnosis
El talio puede ser cuantificado en sangre u orina como una herramienta de diagnóstico en situaciones de intoxicación clínica o como ayuda en la investigación de muertes sospechosas. En una persona sana, la concentración de talio en la sangre u orina es menor a 1 microgramo por litro, en sobrevivientes de intoxicación aguda, la concentración es de 1–10 microgramos por litro.

## Tratamiento
Hay dos métodos principales de sacar los isótopos radiactivos y estables del talio en humanos. El primero es utilizar azul de prusia, el cual es un material de intercambio iónico, el cual absorbe el talio. Una persona puede ingerir hasta 20 g de azul de prusia al día. La hemodiálisis y la hemoperfusión son también utilizadas para remover el talio de la sangre. En la etapa más tardía del tratamiento, se utiliza potasio para sacar el talio de los tejidos.

## Casos notables
Hay numerosos casos documentados de envenenamiento por talio. Debido a su uso para asesinatos, el talio ha obtenido apodos como "El veneno del envenenador" y "El polvo de la herencia" (junto con el arsénico).

### Locura de talio en Australia
En Australia, a principios de la década de 1950, hubo un notable aumento en los casos de asesinato o intento de asesinado por envenenamiento con talio. Debido a la infestación de ratas en algunos de los suburbios (notablemente en Sídney), y a la efectividad del talio como veneno de rata, el producto se encontraba disponible en las tiendas, donde el sulfato de talio se comercializaba bajo la marca "Thall-rat".
- En septiembre de 1952, Yvonne Gladys Fletcher, una madre y ama de casa, fue acusada y enjuiciada por el asesinato de su primer y segundo marido (Desmond Butler y Betrand Fletcher); el último, un exterminador de plagas, de quien Yvonne había conseguido el talio. Sus amigos y vecinos levantaron sospechas al ver que el segundo marido de Yvonne sufría la misma enfermedad que había matado a su primer marido. Una investigación policial exhumó los restos del segundo marido y encontró restos de talio, lo que llevó a la condena de Fletcher por asesinato. Fue condenada a muerte, pero poco después su condena cambió a cadena perpetua al haberse abolido la pena de muerte, fue liberada en 1964. Fue el primer caso reportado de envenenamiento por Talio en Australia.[14][15]
- Un mes más tarde, en octubre de 1952, Ruby Northon, una abuela de Bathurst fue llevada a juicio por el asesinato del novio de su hija, Allen Williams, quien murió de intoxicación por Talio en julio de 1952. A pesar de las declaraciones de que Norton odiaba a todos los hombres de la familia y que Williams era un yerno indeseado, Norton fue absuelta.
- En 1953 en Sídney, Veronica Monty de 45 años, fue llevada a juicio por el intento de asesinato de su yerno, un reconocido jugador de rugby, Bob Lulham, quien fue tratado por intoxicación por talio en 1952. Después de que se separó de su esposo, Monty se mudó con su hija y su esposo, Bob Lulham. El controversial juicio reveló que Lulham y Monty tenían "relaciones íntimas" mientras la esposa de Lulham asistía a misa los domingos. Monty fue declarada inocente, Judy Lulham se separó de su esposo después de las revelaciones sobre su amorío, Verónica Monty se suicidó con talio en 1955.
- En julio de 1953, Beryl Hague de Sídney fue arrestada por "administrar talio de manera maliciosa y poner en peligro la vida de su esposo". Hague confesó durante el juicio que había comprado Thrall-rat en una tienda y lo había puesto en el té de su marido porque quería "darle un dolor de cabeza para compensar los dolores de cabeza que él me había dado" en peleas violentas
- En 1953, Caroline Grills fue condenada a cadena perpetua después de la muerte de tres familiares suyos y un amigo cercano. Las autoridades encontraron talio en el té que les había dado a dos miembros de su familia. Grills pasó el resto de su vida en prisión, donde sus compañeras la llamaban "Tía Thally" .[16][17]

El documental australiano "Recipe for Murder", lanzado en 2011, examina tres de los más notables casos de intoxicación por talio; los de Fletcher, Monty y Grills.

### Otros
- Félix-Roland Moumié, un dirigente camerunés, fue asesinado con talio en Ginebra el 3 de noviembre de 1960 por un exagente del SDECE (servicio secreto francés) probablemente a petición de las autoridades camerunesas.
- En 1971, el talio fue el principal veneno que utilizó Graham Frederick Young para envenenar a alrededor 70 personas en el pueblo inglés de Bovingdon, Hertfordshire, tres de ellas murieron.[18]
- De 1976 a 1979, el talio fue utilizado como agente de guerra química por una unidad de la Policía Británica de Sudáfrica (BSAP) relacionada con Selous Scouts durante la guerra civil de Rodesia.[19]
- En 1977, una chica de 19 meses de Catar sufrió intoxicamiento por talio (por pesticidas utilizados por sus padres). Al no poder los doctores identificar la causa de los síntomas, una enfermera llamada Marsha Maitland, puedo hacerlo gracias a los síntomas relatados en El misterio de Pale Horse.[20]
- En el verano de 1981 el servicio secreto de Alemania del Este "Stasi" envenenó al disidente Wolfgang Welsch, quién anteriormente había sido expulsado a Alemania del Oeste, mientras pasaba sus vacaciones en Israel. Sobrevivió por poco.[21]
- En 1987, en Kiev, una mujer llamada Tamara Ivanutina fue arrestada junto con su hermana mayor y sus padres. Fueron encontrados culpables de 40 casos de envenenamiento (13 de ellos letales) con solución de clerici, obtenida de un conocido que trabajaba en el instituto de geología. Tamara (culpable de nueve muertes, incluyendo cuatro niños) fue ejecutada; uno de los tres casos documentados de mujeres sentenciadas a muerte en la Unión Soviética después de Stalin. Sus familiares fueron sentenciados a prisión, sus padres murieron ahí.[22]
- En 1988, miembros de la familia Carr de Alturas, Florida, enfermaron de lo que parecía ser intoxicación por talio. Peggy Carr, la madre, murió despacio y dolorosamente a causa del veneno. Su hijo y su hijastro estuvieron en condición crítica pero se recuperaron. El vecino de Carr, el farmacéutico George J. Trepal, fue condenado por el asesinato de la Señora Carr y por el intento de asesinato de su familia. El talio fue puesto en botellas de Coca-Cola.[23]
- El talio era el veneno preferido de Saddam Hussein para dar a los disidentes, incluso los dejaba emigrar antes de que el veneno hiciera efecto.[24]
- En 1995, Zhu Ling fue la víctima de un caso no resuelto de intoxicación por talio en Pekín, China. En 1994, Zhu Ling era una estudiante de fisioquímica en la Universidad Tsinghua de Pekín. Comenzó a mostrar extraños síntomas que la debilitaban a finales de 1994, reportó fuertes dolores de estómago y pérdida de cabello. Finalmente fue diagnosticada a través de Usenet con intoxicación por talio. La única sospechosa de la investigación, Sun Wei, es miembro de una familia con nexos políticos, que pudieron ser usados para frustrar la investigación. Sun Wei fue compañera de clases y de residencia de Zhu Ling . La Universidad Tsinghua afirma que era la única que pudo tener acceso al talio en la escuela. Los resultados de la investigación no han sido publicados. Sin embargo, la Universidad Tsinghua se negó a emitir el diploma de Sun Wei, así como la documentación para obtener un pasaporte o visa en 1997. En 2018 el cabello de la víctima fue examinado por la Universidad de Mariland por el geólogo Richard Ash.[25] Fue capaz de confirmar los tiempos y patrones de envenenamiento.[26][27]
- En 1999, el noruego Terje Wiik fue sentenciado a 21 años de prisión por envenenar a su novia con talio.[28]
- En junio de 2004, 25 soldados rusos recibieron una mención honorífica en los Premios Darwin después de enfermarse por exposición al talio cuando encontraron una misteriosa lata con polvo blanco en un basurero de Jabárovsk en el este de Rusia. Inconscientes del peligro de usar un polvo blanco no identificado en un basurero militar, le añadieron tabaco, y lo utilizaron como talco para pies.[29]
- En 2005, una chica de 17 años de Izunokuni, Japón admitió a intentar para asesinar su madre con talio, lo que causó un escándalo nacional.[30]
- En febrero de 2007, dos americanas, Marina y Yana Kovalevsky, madre e hija, fueron hospitalizadas por intoxicación por talio mientras visitaban Rusia. Ambas habían emigrado de la Unión Soviética a los Estados Unidos en 1991 y habían hecho varios viajes a Rusia desde entonces.[31]
- En febrero de 2008, miembros de un club de la fuerza aérea iraquí y algunos de sus hijos fueron envenenados con un pastel hecho con talio.[32] Dos de los niños murieron.
- En 2011, una farmacéutica de Bristol-Myers Squibb en Nueva Jersey, Li Tianle, fue acusada del asesinato de su marido. Según una investigación hecha por el Condado de Middlesex, Li Tianle fue capaz de obtener un producto que contenía talio y se lo administró a su marido.[33] Li era una estudiante de química en la Universidad de Pekín al momento que se hizo famoso el caso de envenenamiento de Zhu Ling en 1995 en la Tsinghua Universidad.[34]
- En 2012 un estudiante de posgrado de química de la Universidad de Southampton, Reino Unido, manifestó los efectos de la intoxicación por talio y arsénico después de presentar con síntomas neurológicos.[35] El estudiante recibió un tratamiento intensivo, y aunque ha mostrado mejoría, aún no tiene una completa movilidad. Un análisis de orina mostró niveles elevados de talio en otros compañeros del departamento de química, sin llegar a ser tóxicos. La fuente del envenenamiento sigue sin conocerse, se sospecha que fue intencional.
- En 2018, las autoridades arrestaron a Yukai Yang, un estudiante de la Universidad de Lehigh, por el intento de asesinato de su compañero de piso, Juwan Real. Yang presuntamente envenenó a Real con talio y otras sustancias químicas. Real experimentó vómitos, dolor y entumecimiento en sus extremidades bajas, así como una duradera sensación de quemadura en su lengua.[36]

### En la ficción
- Ngaio Marsh utilizó acetato de talio en su novela policíaca de 1947, Final Courtain.
- Agatha Christie, quien trabajó como asistente de boticario, utilizó talio en su novela de ficción, El misterio de Pale Horse—la primera pista sobre el método de asesinato provenía de la pérdida de cabello de las víctimas. Esta novela ha salvado al menos dos vidas después de que los lectores reconocieran los síntomas de enveneamiento que Christie describió en su libro.[37] El misterio de Pale Horse fue encontrado entre las pertenencias de la esposa y envenenadora de George Trepal.
- En la novela de 1990 de Nigel Williams, The Wimbledon Poisoner, Henry Far utiliza el talio para cocinar un pollo, en un intento de envenenar a su esposa.
- El talio tiene un papel importante en la película de 1995, The Young Poisoner's Handbook, una comedia vagamente basada en la vida de Graham Frederick Young.
- En Big Nothing, Josie es la Viuda de Wyoming; una asesina que traba amistad con hombres y los mata con whiskey preparado con talio.
- En 2010, en el episodio "Whatever it takes" de House M. D., un personaje utiliza talio para envenenar a un paciente y simular los efectos de la polio, aparenta curarlo con dosis elevadas de vitamina C.
- En el NCIS en el episodio "Dead Man Walking" (2007), un oficial naval es asesinado con cigarrillos preparados con talio.
- "Page Turner", un episodio de CSI: NY de 2008, tiene como tema principal la intoxicación por talio.[38]
- En la película de 2010, Edge of Darkness, se utiliza talio para envenenar al personaje principal y a su hija.
- En la película de James Bond de 2015, Spectre, se utiliza talio par envenenar a Mr. White con su celular.
- En la temporada 3 de Royal Pains, el misterioso millonario alemán, Boris Kuester von Jurgens-Ratenicz fue envenenado con talio colocado en el agua de su piscina.
- En el episodio "Ashes to Ashes" de Drop Dead Diva, se usa talio para envenenar al esposo de una clienta, afectándola al momento en que se come las cenizas de la cremación.
- En el cuento corto "Just a taste" de la colección Horrors Hiding in Plain Sight (2018) de Rebecca Rowland, el personaje principal, Sadie Sorenson, envenena un granjero y a sus tres hijos con veneno de rata con talio. La historia se ubica a mediados del siglo XX, cuando se utilizaba este químico como raticida[39]
- En ‘48 HORAS* de Grabielle Lord, se descubre que la esposa de Neil Sinclair, Linda Sinclair, fue asesinada por su hermana Karen Taylor con a dosis diarias de talio colocadas en su comidas. Linda, asume que su marido la está enenenando.
- En el S6:E9 de Elementary, con el tituló "Nobody lives forever" (2018), un profesor de biología que estudia cómo extender la vida es envenenado con talio. Al momento de morir, cae en un contenedor con ratas que escapan y después comen su cuerpo. Algunas ratas son encontradas muertas dentro del cuerpo del profesor, lo que sugiere que la causa de muerte fue envenenamiento.